# Johannes Schleuning
Johannes Schleuning (* 27. Januar 1879 in Neu-Norka an der  Wolga, Russisches Kaiserreich; † 7. September 1961 in Braunschweig, Deutschland) war ein evangelisch-lutherischer Pastor,  russlanddeutscher Autor und Vertriebenenfunktionär.

## Leben
Nach dem Theologiestudium an der Kaiserlichen Universität Dorpat in Dorpat wurde Schleuning 1910 ordiniert und  zum Pastor in der Hauptstadt des russischen Gouvernements Tiflis berufen, wo er auch Redakteur der Monatsschrift „Kaukasische Post“ war. Im Oktober 1914 wurde Schleining nach Tobolsk in Sibirien verbannt. Erst nach der Februarrevolution 1917 konnte er an die Wolga zurückkehren, wo er sich als Herausgeber der „Saratower Deutschen Volkszeitung“ für eine kulturelle und wirtschaftliche Selbstverwaltung der Wolgadeutschen einsetzte. Im Dezember 1917 wurde die Zeitung von den Bolschewiki verboten, und er wurde ins Exil gedrängt.
Er war Vorstandsmitglied der 1918 in Berlin gegründeten „Kolonistenbank“ und hatte viele Jahre lang führende Positionen im VDA (Verein für das Deutschtum im Ausland, heute Verein für Deutsche Kulturbeziehungen im Ausland) inne. Im April 1919 gründete er in Berlin den Verein der Wolgadeutschen und wurde dessen Vorsitzender. Im Rahmen des Zentralkomitees der Deutschen in Russland, in dem er von 1921 bis 1929 als Vorsitzender fungierte, machte er die deutsche und ausländische Öffentlichkeit auf die schwierige Lage der Deutschen in Russland aufmerksam. Während der Hungersnot 1921/22 organisierte er Hilfe aus Amerika für die hungernden deutschen Dörfer in Russland.
Seit seiner Gründung 1923 war er Chefredakteur der offiziellen Zeitschrift der Deutschen aus Russland „Deutsches Leben in Russland“, die im September 1935 von der Gestapo verboten wurde. Von 1925 bis 1933 betreute er eine Pfarrstelle in einer Berliner Vorortsgemeinde, dann wurde er Superintendent und Pfarrer in Berlin-Lichtenberg und dann im Land Braunschweig. Nach seiner Pensionierung setzte sich Schleuning erneut für die Belange der Russlanddeutschen ein. Bei der Gründung der Landsmannschaft der Deutschen aus Russland 1950 wurde er zum ersten Vorsitzenden gewählt und bis 1957 war er deren Sprecher. Schleuning verfasste die Geleitworte der Heimatbücher der Jahre 1955 bis 1961. Er erhielt am 7. September 1959 das Bundesverdienstkreuz I. Klasse.

## Werke
- Die bolschewistische Schreckensherrschaft in den deutschen Siedlungen des Wolgagebietes // Das Deutschtum des Auslands, Berlin, 1918, Heft 38, S. 423–425
- Die deutschen Kolonien im Wolgagebiet. Berlin, 1919
- Aus tiefster Not. Schicksale der deutschen Kolonisten in Russland. Berlin, 1922
- Die Autonome Sowjetrepublik der Wolgadeutschen // Deutsches Leben in Russland, 1924, Nr. 7/8, S. 80–83
- Muttersprache // Deutsches Leben in Russland, 1924, Nr. 51/52. S. 22–30
- Das Deutschtum in Sowjetrussland. Berlin, 1927; In Kampf und Todesnot. Berlin, 1930
- Die Wolgadeutschen. Ihr Werden und ihr Todesweg. Berlin, 1932
- Die Tragödie des deutschen Bauerntums in Sowjet-Russland. Leipzig, 1933
- Die deutschen Siedlungsgebiete in Russland. Holzner-Verlag Würzburg/Main. Der Göttinger Arbeitskreis. Schriftenreihe, 1955
- Die Stummen reden. 400 Jahre evangelisch-lutherische Kirche in Russland. Erlangen, Würzburg: Martin-Luther-Verlag, 1957
- Mein Leben hat ein Ziel. Lebenserinnerungen eines rußlanddeutschen Pfarrers. Witten: Luther-Verlag, 1964